# 朱童蒙
朱童蒙（1572年—1637年），字求我，號五吉，又號獨葵軒主人。山東萊蕪縣（今山東济南市莱芜区羊里镇城子县村）人，明朝政治人物。

## 生平

### 反對東林
隆庆六年壬申（1572年）三月二十四日生，弱冠入長垣李化龍之門，萬曆三十一年（1603年）舉癸卯科山東鄉試，萬曆三十八年（1610年）庚戌科韩敬榜進士，授中書舍人。歷任兵科給事中，任兵科都給事中。泰昌元年十月，辽东经略熊廷弼被罢，曾经上疏极力自辩。朝廷派兵科给事中朱童蒙到辽东进行调查。天启元年闰二月二十六日，朱童蒙奏报熊廷弼守辽有功，且深得辽民拥护。朱童蒙、郭允厚等上疏彈劾鄒元標、馮從吾等以講學為名，自立門戶，締結私黨。最後馮、鄒二人被迫辭職離京。
天啓三年二月，朱童蒙轉任湖廣參政，不久後又調為蘇松兵糧道右參政，期間曾經棰死告災的百姓，吳民大哄。天啟四年，應天巡撫右僉都御史周起元上《去蠹七事疏》，彈劾貪橫稅監，並且要求治罪朱童蒙，上疏批評他「但見其官以兵糧道名，而受事一年，吳淞、青村、南匯等營有五月無糧，有六月無糧者，甚至有十月無糧者，幾至脱巾。該道逐月報臣，循環糧册，秪屬虚文相蒙...各兵扣工食作行糧，合營稱苦者。兵糧道如此，何以整飭營伍，約束諸弁」，朱童蒙後來引疾辭官。東林黨事敗後，魏忠賢提拔朱童蒙為太僕寺少卿。

### 延绥巡撫
天启六年八月，任右佥都御史、延绥巡抚。河套地區的蒙古人多次进犯延绥，皆被童蒙率軍击退，他上书称颂是魏忠贤的功劳，“皆赖厂臣魏忠贤筹划严明，转输接济”。
在他任內，由於魏忠賢大肆拖欠軍餉，朱童蒙曾上書請求解決延绥「京運欠三十餘萬，軍士缺餉，嗷嗷告飢」的惡劣問題，但最終只力爭到十萬兩補餉。為此，天启七年五月，他歌頌魏忠賢的「功勞」，並在榆林建廠臣「祝恩」生祠，其中又僭制使用琉璃瓦。同時，由於朱童蒙和閹黨的陝西巡撫皆喬應甲消極剿匪，喬應甲甚至向請求捉賊的人索取千金，導致陝西盗匪肆行無忌。
在他離任後，三邊總督史永安、新任延绥巡撫岳和聲、巡按李應公合疏奏報，指延绥當地「千里荒沙，数萬饑兵，食不果腹，衣不覆体，盈庭騰訴，麾之不去。間有脫衣鞋而易一飽者，有持器具貿半菽者，有馬無芻牧而閉戶自經者，有餓難忍耐而剪髮鬻市者，枵腹之怨久釀，脫巾之変立...」

### 閹黨罪人
天啟七年八月，天启帝逝世，右副都御史署南京通政司使杨所修弹劾兵部尚书崔呈秀、工部尚书李养德、太仆寺少卿陈殷、抚延绥右都御史朱童蒙等皆夺情留任，有違準則。朱童蒙遂回籍守制。十一月六日，魏忠贤于流放凤阳途中自杀。崇祯帝除魏忠賢後，繼續清洗閹党，朱童蒙被列入逆案。崇祯二年（1629年）三月十五日，朱童蒙等129人，以“交结近侍又次等”定罪，俱坐徙三年，赎为民。崇祯十年（1637年），卒。

## 著作
著有《獨葵軒文集》、《勘遼錄》、《宦游詩稿》等。

## 家族
曾祖朱强；祖父朱世禄，寿官；父朱紳，知縣。前母田氏，母张氏，繼母孟氏。慈侍下。兄正蒙、啓蒙；弟包蒙、育蒙、亨蒙。娶李氏。子廷倬、廷佺、廷僎、廷伯、廷侍、廷俸、廷倚、廷份、廷儒（九歲殤）。